# Palazzo dei Khan di Şəki
Il palazzo dei khan di Şəki (in azero Şəki xanlarının sarayı), in Azerbaigian era la residenza estiva dei Khan di Şəki. Fu completato nel 1797 da Muhammad Hasan Khan.

## Conservazione e restauro
Dal 1955 al 1965 un restauro integrale del palazzo fu condotto da Niyazi Rzaev. Due architetti di talento, Kamal Mamedbekov e Nikolai Utsyn, sono stati coinvolti in questo lavoro. Il laboratorio di restauro è stato allestito nella sala delle cerimonie al secondo piano del palazzo e le stanze adiacenti sono state utilizzate per ospitare gli architetti. I disegni sviluppati da Mamedbekov e Utsyn hanno costituito la base del progetto di restauro dell'intero complesso. L'esecuzione dei lavori di restauro sui disegni è stata affidata all'artista F. Hajiyev e al maestro Shabaka A. Rasulov.
Un ultimo restauro è stato effettuato tra il 2002 e il 2004. Finanziato dalla Banca Mondiale, è stato condotto sotto la direzione di una squadra tedesca (Uwe Henschel, Dietrich Wellmer, Elisabeth Wellmer, Andreas Lessmeister) della società "Denkmalpflege Mecklenburg GmbH" (ora "Neumühler Bauhütte GmbH").

## Storia

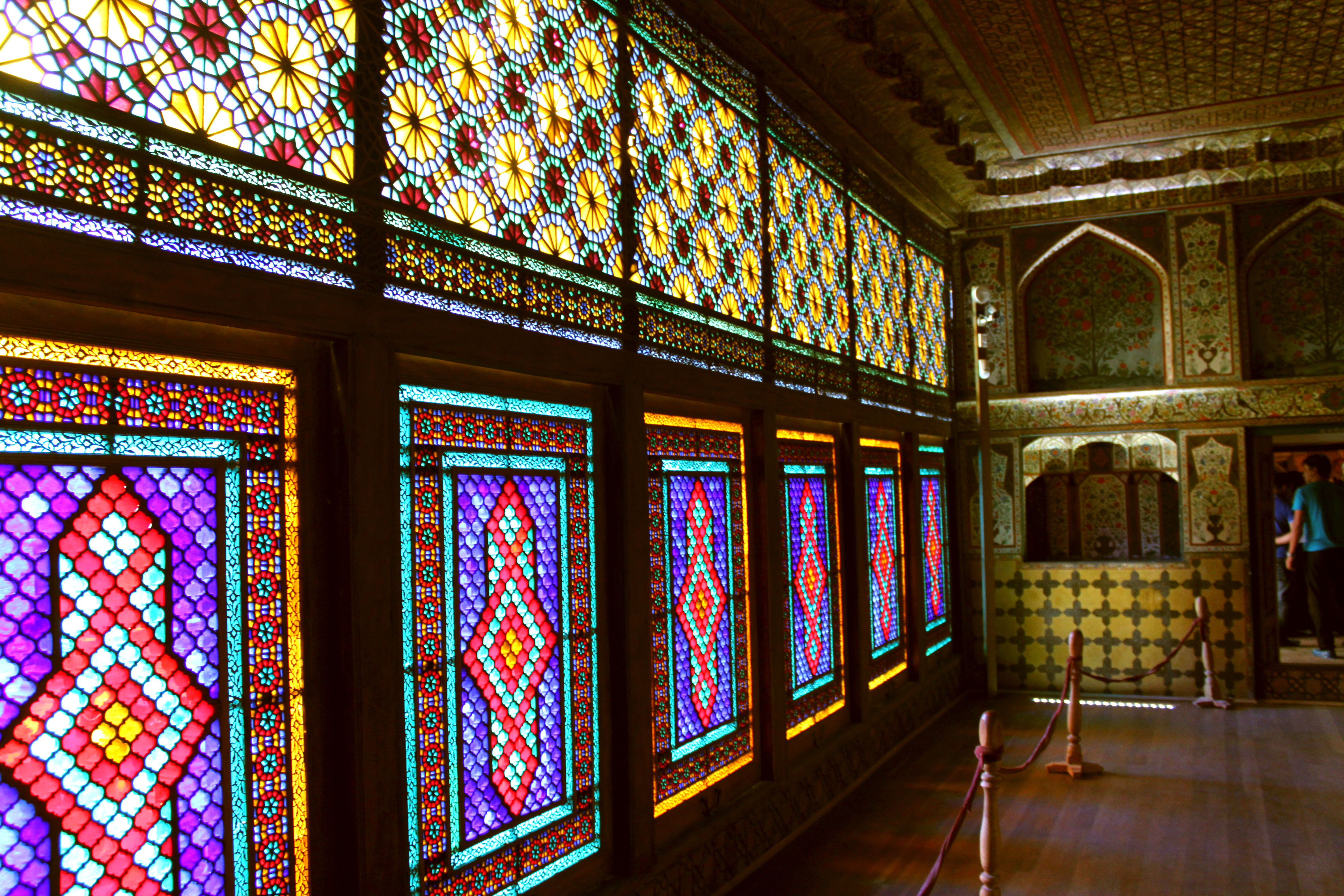
Interno della stanza di consultazione.

Con la piscina e i platani, la residenza estiva è l'unica parte rimasta di un grande complesso di palazzi all'interno della fortezza dei Khan di Şəki, che comprendeva un palazzo d'inverno, residenze per la famiglia del Khan e i quartieri dei domestici. Era decorato con molte piastrelle decorative, fontane e molte vetrate alle finestre. L'esterno era decorato in blu scuro, turchese e ocra, con piastrelle a motivi geometrici e affreschi a tempera ispirati alle opere di Nizami Ganjavi.
Misurando trentadue metri per otto metri e mezzo all'esterno, la residenza estiva è una struttura in muratura a due piani orientata sull'asse nord-sud e coperta da un tetto in legno che aggetta verso l'esterno. La disposizione di entrambi i piani è identica: tre stanze rettangolari sono disposte in fila, separate da angusti iwan orientati a sud per accedere alle camere. I piani sono accessibili separatamente per adattarsi alle loro funzioni pubbliche e private. L'ingresso principale è a sud attraverso i due iwan, il piano terra era usato principalmente da chierici e magistrati. Due scalinate attaccate alla facciata nord danno accesso al primo piano, riservato alla famiglia del khan e ai loro ospiti.
La residenza estiva è rinomata per la sua decorazione sontuosa. Grandi parti della facciata della residenza, compresa tutta l'elevazione delle stanze centrali su entrambi i livelli, sono ricoperte da mosaici di vetro colorato montati su un reticolo di legno (Shabaka) senza chiodi o colla. I muqarnas di legno dei quattro iwan sono messi in risalto dall'oro al livello inferiore e coperti con frammenti di specchi al primo piano. Le altre pareti su tutte le facciate sono decorate con pannelli di piastrelle e mosaici.
Le pareti interne della residenza sono interamente ricoperte da affreschi dipinti in epoche diverse nel corso del XVIII secolo. Molti affreschi raffigurano fiori in vasi, mentre una serie di dipinti al primo piano raffigurano scene di caccia e battaglia. Le firme sugli affreschi elencano i nomi degli artisti Ali Kuli, Kurban Kuli e Mirza Jafar di Shemaha, Usta Gambar di Choucha e Abbas Kuli, che potrebbe anche essere stato l'architetto della residenza estiva.
Il centro storico di Şəki con il Palazzo del Khan è stato iscritto nella lista del patrimonio mondiale dell'UNESCO il 7 luglio 2019.